# Рудницкий, Николай Владимирович
Никола́й Влади́мирович Рудни́цкий (1880—1937) — советский инженер текстильной промышленности, архитектор.

## Биография
Николай Владимирович Рудницкий был руководителем строительной конторы Иваново-Вознесенского государственного текстильного треста, созданного в 1921 году.
Трест проектировал и строил новые фабрики, рабочие посёлки, первые советские школы, ясли, детские сады, рабочие клубы, фабрики-кухни, больницы и амбулатории.
К концу 1920-х годов в составе строительной конторы работало более 20 сотрудников. Среди них архитекторы С. К. Жук, П. А. Трубников, а также выпускники 1925 года Иваново-Вознесенского политехнического института (ИВПИ).
В 1937 году Николай Владимирович был арестован и приговорён расстрелу.

## Проекты и постройки
- Архитектурный комплекс второго рабочего посёлка, г. Иваново, Октябрьская ул., Фурманова ул.;
- Нардом на Томне, г. Кинешма;
- Фабрика им. Ф. Э. Дзержинского, г. Иваново, Тимирязева ул., 1;
- Меланжевый комбинат им. К. И. Фролова, г. Иваново, 15 Проезд ул., 4[2].